# Charity Tate
Charity Tate (apellido de soltera: Dingle, previamente Sharma & Macey) es un personaje ficticio de la serie de televisión británica Emmerdale Farm, interpretada por la actriz Emma Atkins desde el 30 de marzo de 2000 hasta el 2005, Charity regresó a la serie en el 2009 y desde entonces aparece.